# Station Fulda
Station Fulda is een spoorwegstation van de Duitse Spoorwegen in Fulda, gelegen in de deelstaat Hessen. Het station wordt bediend door de ICE, IC, Regional-Express en RegionalBahn.
Het is een van de belangrijkste knooppunten van het Duitse spoorwegennet. Het station wordt door de ICE-lijnen uit Hamburg, Dresden, Frankfurt am Main en Würzburg bediend.
Daarnaast ligt het station aan de Spoorlijn Hannover - Würzburg.
Het station telt totaal 10 sporen.